# Renthendorf
Renthendorf è un comune di 386 abitanti della Turingia, in Germania.
Appartiene al circondario della Saale-Holzland (targa SHK) ed è parte della comunità amministrativa (Verwaltungsgemeinschaft) di Hügelland/Täler.

## Storia
Il 7 maggio 1990 al comune di Renthendorf venne aggregato il comune di Hellborn.